# Galerie nationale du Jeu de Paume

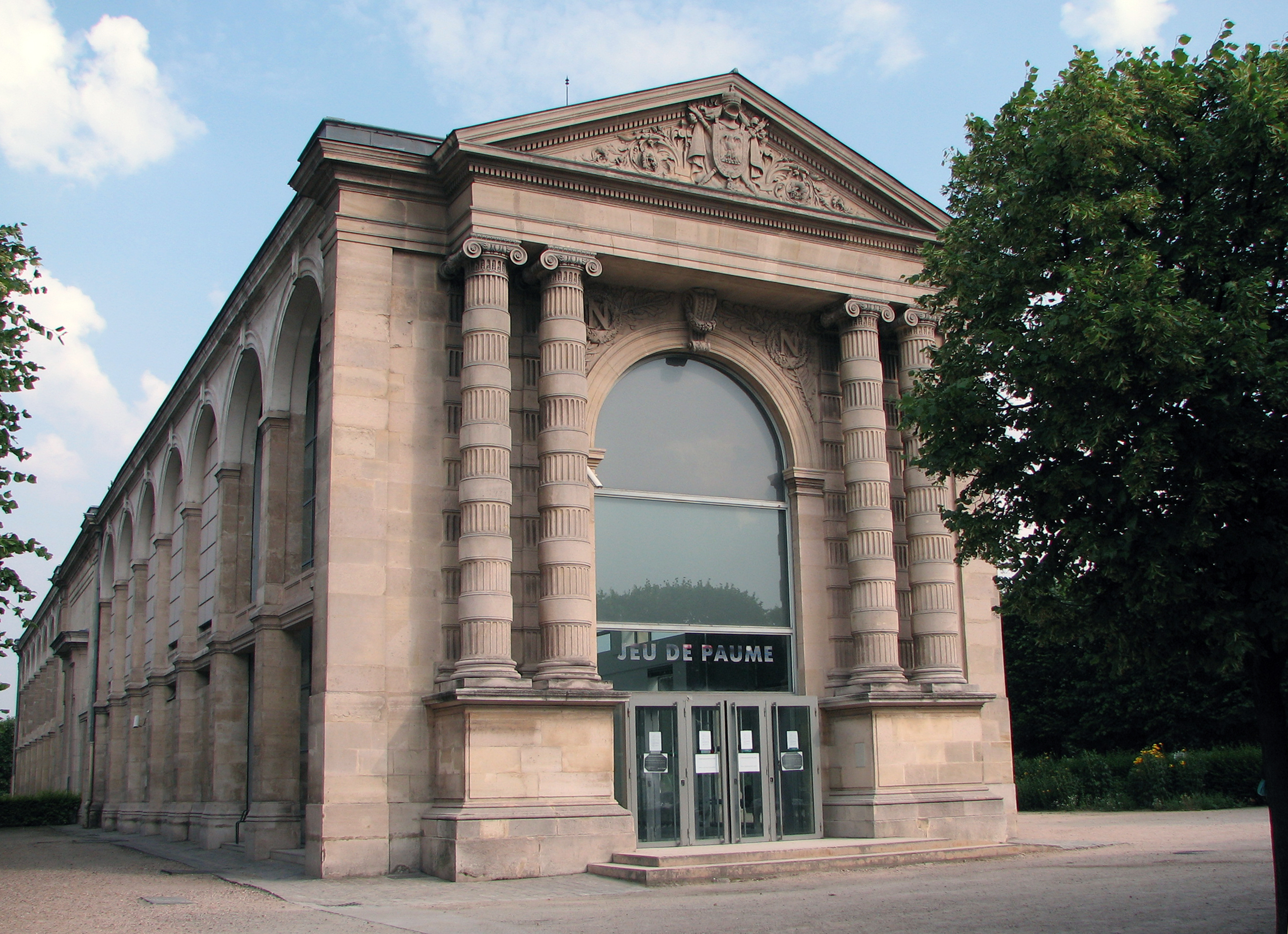
Galerie nationale du Jeu de Paume

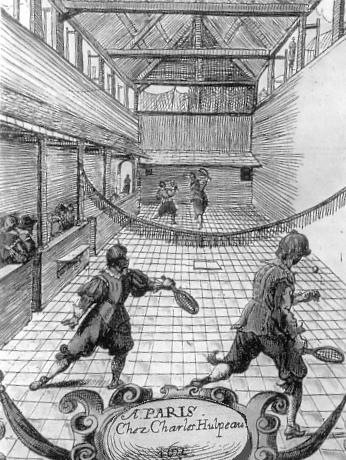
Jeu de paume

De Galerie nationale du Jeu de Paume is een museum annex tentoonstellingsruimte, gelegen aan de Place de la Concorde in de Jardin des Tuileries in de Franse hoofdstad Parijs.

## Geschiedenis
Het museumgebouw dateert van 1861 en werd gesitueerd op de plek van een oranjerie (niet te verwarren met de oranjerie van het voormalige Palais des Tuileries, waarin thans het Musée de l'Orangerie is gevestigd) gedurende de regering van Napoleon III als sporthal voor het oude tennisspel jeu de paume.
In 1909 kreeg het gebouw zijn nieuwe bestemming als kunstmuseum, waarbij samenwerking met het Musée de l'Orangerie en het Musée du Louvre voorop stond. Gedurende de Tweede Wereldoorlog werden de kunstwerken van Joodse kunstenaars door de bezetters geconfisqueerd, opgeslagen en deels door de nazi's naar Duitsland getransporteerd. Van 1947 tot 1986 werd in de Galerie du Jeu de Paume de schilderkunst van de impressionisten getoond. In 1986 werd het nieuwe Musée d'Orsay geopend, waar de impressionistische werken naartoe verhuisden. Na de nodige aanpassingen werd het museum begin jaren negentig op initiatief van de toenmalige minister van cultuur Jack Lang heropend als Galerie Nationale du Jeu de Paume.

## Huidige situatie
Het museum Jeu de Paume is gewijd aan de moderne en hedendaagse kunst, alsmede sinds 2004 aan fotografie en videokunst.
In 2004 werden drie instellingen op het gebied van de moderne kunst en de fotografie samengevoegd, te weten de Galerie nationale du Jeu de Paume, het Centre national de la photographie en Patrimoine photographique. Het nieuwe Jeu de Paume wordt gesubsidieerd door het Ministère de la Culture.
In 2018 werd het museum bestormd en in brand gestoken tijdens de Gelehesjesrellen.

## Hôtel de Sully
Behalve het tentoonstellingsgebouw aan de Place de la Concorde, beschikt de organisatie ook over een expositieruimte in het Hôtel de Sully, gelegen aan de Rue Saint-Antoine 62 in het Parijse vierde arrondissement.